# Los novios de mi mujer
Los novios de mi mujer es una película española de comedia estrenada en 1972, dirigida por Tito Fernández y protagonizada en los papeles principales por Alfredo Landa, Esperanza Roy, Jaime de Mora y Aragón y Helga Liné.

## Sinopsis
Emilio Antúnez y su esposa Charo viajan a La Molina para pasar unos días de vacaciones en la montaña. Charo, previendo que va a encontrarse con personas importantes e influyentes, lleva consigo un vestuario elegante.  
Durante el viaje conocen a Aurora, una antigua compañera de colegio de Charo, que está casada con Julio Taboada, un excéntrico millonario. Emilio, embelesado por la belleza de Aurora, cae en la tentación y comienza una relación extraconyugal con ella.
Al enterarse de la infidelidad, Charo decide vengarse por medio de los celos: adopta el lema "ojo por ojo" e inicia su propia aventura amorosa con distintos pretendientes, para volver loco de celos a Emilio y alejarlo de Aurora.

## Reparto
- Alfredo Landa ... Emilio Antúnez
- Esperanza Roy ... Charo
- Jaime de Mora y Aragón ... Julio Taboada
- Helga Liné ... Aurora
- Luis Dávila ... Luis Otero
- Josele Román ... María
- Mirta Miller ... Angelita
- Licia Calderón
- Alfonso del Real ... Don Onofre
- Álvaro de Luna ... Jorge
- Manuel Gallardo ... Germán
- Marcelo Arroita-Jáuregui ... Médico
- Rafael Hernández ... Taxista
- Ricardo Garrido
- Juan Amigo
- José Bastida
- Manuel Salgueiró
- Ángel Menéndez ... Comisario
- José Manuel Cervino
- Alfonso de la Vega
- José Luis Zalde
- Alfredo Santacruz ... Maître del restaurante
- Víctor Bayo
- Fernando Bilbao
- Alfonso Velasco ... Hijo de Heriberto y María
- Andrés Pajares ... Heriberto Marmolejo 'Pepín de Triana'